# زروان‌داد بندگان
زروان‌داد (پارسی میانه: Zurwāndād) یکی از نجیب‌زادگان ساسانی در سده سوم میلادی در زمان حکومت شاپور یکم بود.

## زندگی

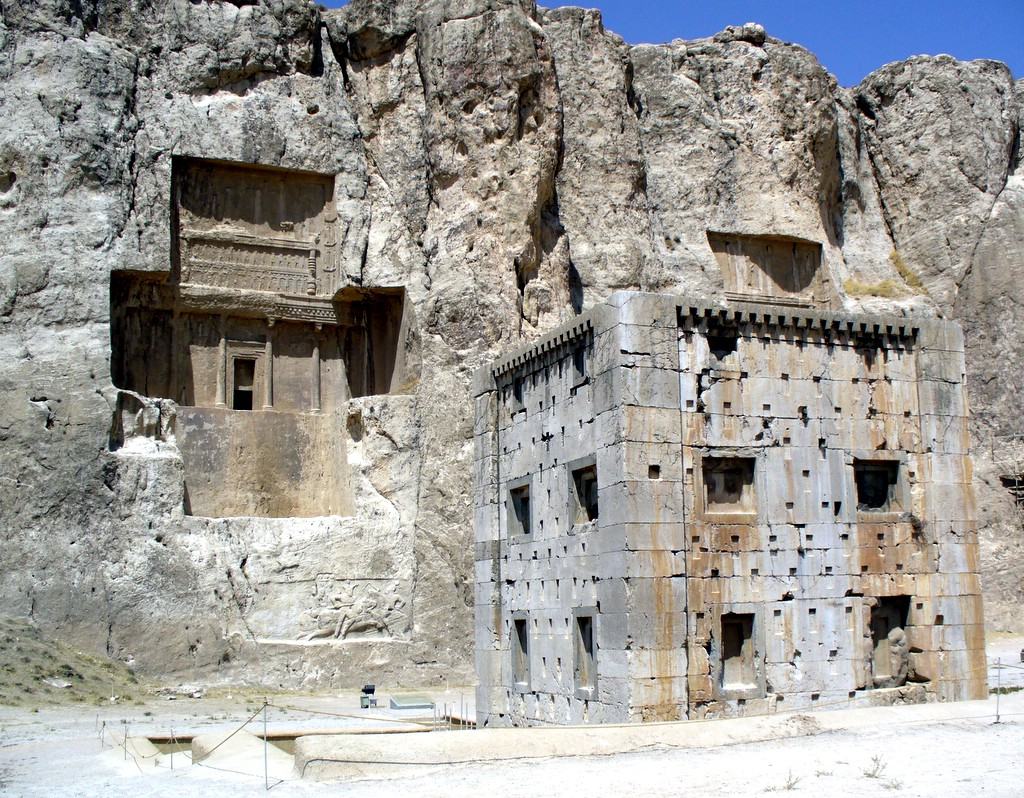
کعبه زرتشت، جایی که سنگ‌نوشته شاپور یکم حک شده‌است

از او در سنگ‌نوشته شاپور یکم بر کعبه زرتشت به عنوان پسر بنده (پارسی میانه: Bandagān) یاد شده‌است. او در این سنگ‌نوشته در میان ۶۷ نجیب‌زاده در رتبهٔ شصت‌ودوم قرار دارد. اطلاعات دیگری از زندگی او در دست نیست.